# Complesso episcopale di Canosa di Puglia

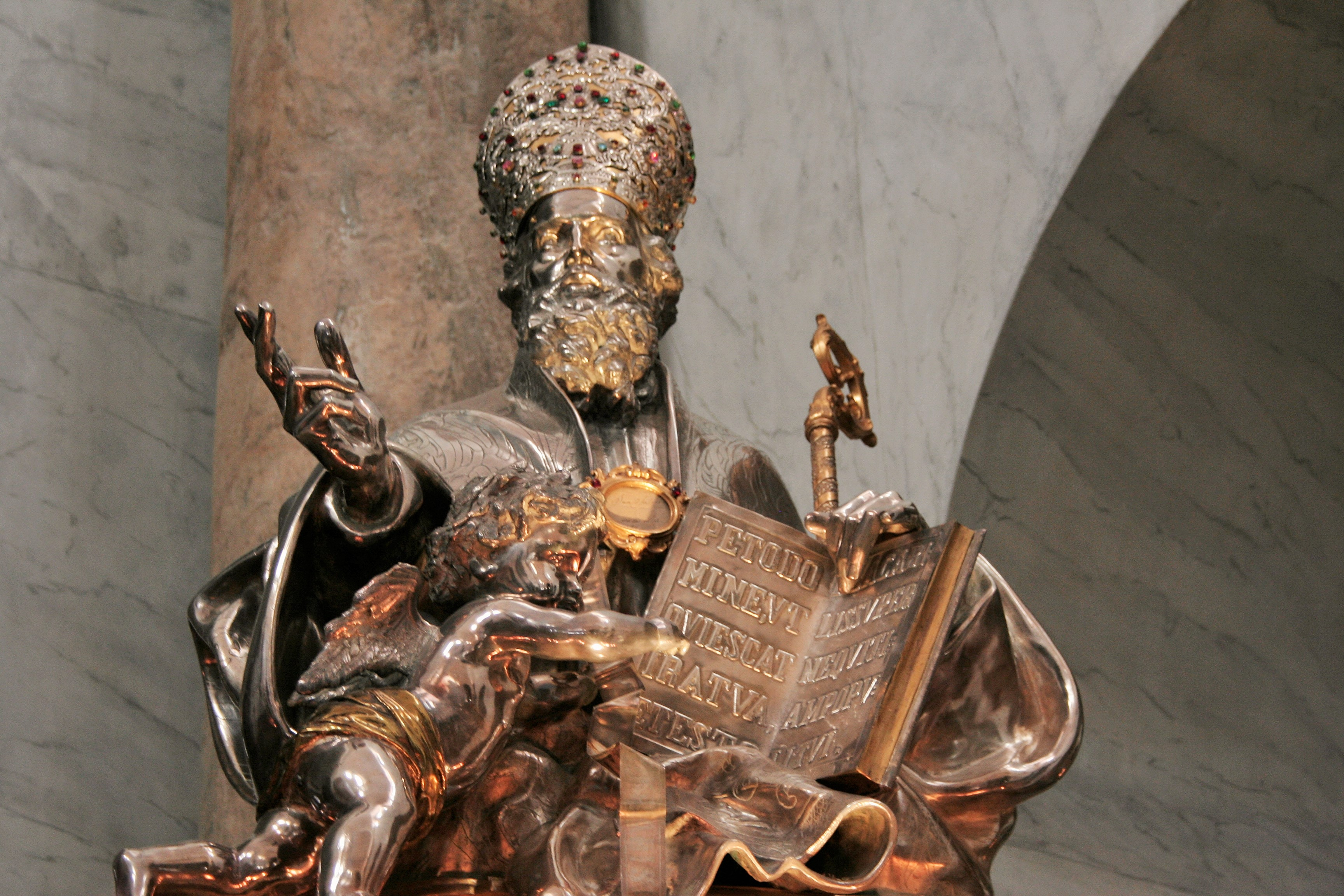
Busto di San Sabino (Cattedrale, Canosa di Puglia)

Il complesso episcopale di Canosa di Puglia è un complesso architettonico religioso risalente al IV secolo.

## Storia

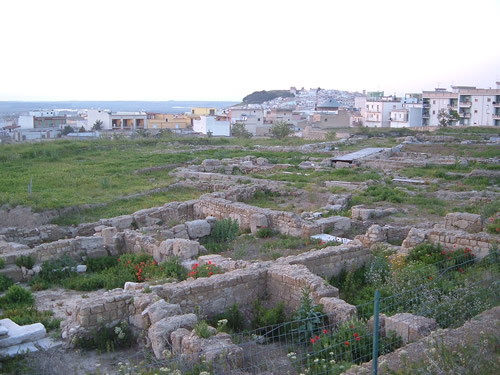
Complesso di San Pietro, Canosa di Puglia

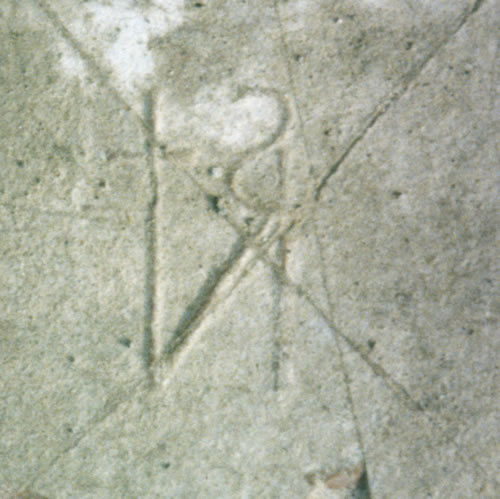
Mattone bollato con il monogramma del vescovo Sabino

Fino al Congresso di Lione del 1986 si riteneva che la primitiva cattedrale di Canosa di Puglia fosse da localizzarsi in area extraurbana, sul colle di San Pietro, sulla base di due problematiche notizie riportate dalla biografia anonima del vescovo Sabino, databile al IX secolo (Historia vitae inventionis traslationis Sancti Sabini episcopi o Vita). La sede episcopale sarebbe stata poi trasferita in un'area più centrale, nella zona dove già esisteva la chiesa di Santa Maria e dove la Vita attribuisce a Sabino la costruzione del battistero di San Giovanni (nec non et Beati Joannis Baptistae ac Praecursoris Domini nostri Jesu Christi, excelso culmine cameram (...) condidit) e di una seconda chiesa dedicata al Salvatore (ante ecclesiam praedicti Praecursoris Domino Salvatori templum magno decore instituit). L'attuale cattedrale, dedicata a san Sabino, sarà poi edificata nell'area pubblica del foro. La cattedrale altomedioevale, dedicata ai Santi Giovanni e Paolo, sarà nell'area pubblica del foro, ricostruita poi nel secolo XI, avrà infine nel 1101 il titolo di San Sabino che ancora oggi conserva. In questo quadro, la documentazione archeologica ed epigrafica ha apportato novità significative, grazie ad uno sviluppo delle ricerche che ha conosciuto negli ultimi anni un ritmo incalzante, facendo della Puglia una delle aree più vivaci nel campo degli studi tardoantichistici.
Il riesame della documentazione archeologica porta ora a identificare San Pietro non con la chiesa episcopale ma piuttosto con un grande complesso cimiteriale, nel quale Sabino volle realizzare la propria sepoltura, divenuta poi oggetto di culto e di pellegrinaggio. Gli scavi condotti dal 2001 al 2005 in quest'area hanno infatti individuato un complesso sacro, in un'area forse posta immediatamente extra moenia, in precedenza utilizzata per attività artigianali e attraversata dall'acquedotto costruito da Erode Attico. Tale complesso, costituito da una grande chiesa a tre navate, preceduta da un ampio atrio e affiancata da strutture residenziali e funerarie, fu edificato da Sabino, come dimostra l'ampio impiego dei mattoni bollati con il suo monogramma. Dando fede alla notizia della Vita secondo cui Sabino sarebbe stato sepolto a San Pietro, sembra verosimile che a lui vada attribuito anche il pregevole mausoleo facente parte integrante del complesso paleocristiano fin dalla sua prima costruzione.
Dunque la funzione episcopale era attribuita alla chiesa di Santa Maria, ubicata, come quasi sempre accadeva per i complessi episcopali in età paleocristiana, in un'area periferica all'interno del circuito murario. In ogni caso è forse opportuno sottolineare come la stessa intitolazione alla Vergine sia attestata in ambito pugliese nelle basiliche di Siponto e di Trani, tra i più antichi nuclei cristiani del territorio, databili sia su base documentaria, sia su base archeologica al secolo V, oltre che nella chiesa paleocristiana di Bari, certamente esistente nel secolo VI, ma probabilmente anche più precoce.
Nel 2002-2003 sono state condotte indagini anche nell'area di Piano di San Giovanni, accompagnate da una rilettura archeologica di tutte le strutture murarie a vista nell'area, comprese quelle venute alla luce nel corso degli scavi effettuati negli anni Ottanta del secolo scorso. Tale rilettura ha consentito di individuare nell'atrio resti di un articolato dispositivo idraulico di cui non si aveva notizia dalle precedenti indagini. Sono stati riconosciuti cinque tratti di canalizzazioni convergenti verso il centro: è assai verosimile che qui fosse collocata originariamente una fontana (come è attestato nell'atrio antistante la basilica di San Pietro nella stessa Canosa) o una cisterna in cui confluivano le acque piovane, probabilmente utilizzate anche per la celebrazione dei riti battesimali, richiamando modelli ampiamente diffusi nell'orbe cristiano. Inoltre fu verificato che le murature di delimitazione della scala laterale di accesso all'atrio, ubicata a sud-est del dispositivo porticato, prolungavano allineamenti murari preesistenti, rispetto ai quali sembravano orientate le cortine del complesso battesimale eretto secondariamente.
Coerentemente nell'autunno del 2006 è stata individuata a sud dell'atrio parte di una chiesa, identificabile con la chiesa cattedrale, fino a quel momento non documentata archeologicamente ma già nota dalla Vita. La ridotta porzione indagata è relativa a parte del nartece, della navata centrale e meridionale di una chiesa trinave orientata a ovest, di cui sono documentate almeno due fasi. I dati finora acquisiti non consentono purtroppo di collocare la prima fase più precisamente, tra i secoli IV e V. All'età sabiniana è invece da attribuire una notevole opera di ristrutturazione e abbellimento, con la stesura di un nuovo pavimento musivo e la creazione del collegamento tra l'edificio sacro e l'atrio porticato antistante il battistero, mediante una scala che consentiva di superare un dislivello di circa un metro tra il piano della chiesa di Santa Maria e quello del nuovo monumentale battistero.
Il contesto archeologico delineato, unitamente alle caratteristiche generali della struttura porticata, sembrerebbe denunciare per l'atrio sabiniano una prevalente funzione di raccordo fra gli spazi del complesso; esso potrebbe essere interpretato cioè come il dispositivo che assicurava il passaggio dal nucleo ecclesiale già esistente all'edificio battesimale costruito nell'ambito del progetto di ampliamento del complesso religioso. L'utilizzo funerario, che, limitatamente ad alcune strutture tombali, non si può escludere avviato già in questa fase, appare senza dubbio di dimensioni contenute, configurandosi come un processo alquanto secondario nella dinamica insediativa della fabbrica sabiniana, diversamente da quanto è stato verificato a San Pietro. Colpisce in ogni caso la presenza stessa di un cortile fiancheggiato da portici nell'ambito dei due complessi paleocristiani canosini legati alla committenza sabiniana; questo organismo è infatti piuttosto raro nel panorama dell'architettura paleocristiana occidentale e non risulta documentato altrove in Puglia; se da un lato può apparire verosimile la volontà del vescovo committente di richiamare i prestigiosi modelli architettonici dei grandi santuari dell'Occidente cristiano, nonché gli illustri esempi ravennati coevi, dall'altro, le analogie icnografiche, l'affinità di alcune peculiari scelte architettoniche e decorative del complesso monumentale di San Giovanni con le fabbriche religiose edificate nelle regioni orientali in età giustinianea legittima l'ipotesi che i prototipi architettonici per la costruzione sabiniana vadano ricercati nei principali luoghi di culto dell'Oriente ellenico, in particolare in quelli attraversati o lambiti dalla via Egnazia, l'arteria stradale che congiungeva le zone costiere dell'Adriatico meridionale a Costantinopoli, luoghi probabilmente visitati da Sabino stesso nei suoi soggiorni presso la corte imperiale.
Questi dati hanno un risvolto assai importante anche sotto il profilo topografico, poiché consentono di cogliere più chiaramente l'ampio disegno di Sabino: con la realizzazione a sud della città del complesso di San Pietro e la contestuale sistemazione a nord del battistero di San Giovanni affiancato alla chiesa di Santa Maria e, infine, la risistemazione nell'immediato suburbio sudorientale del complesso martoriarle dei Santi Cosma e Damiano (di cui pure ci informa la Vita) il vescovo canosino crea una sorta di cinta difensiva sacra intorno alla città e ridefinisce lo spazio urbano, connotandolo in senso cristiano, mediante la realizzazione di nuovi poli di attrazione, diversi e alternativi a quelli tradizionali del foro e dell'area sacra di Giove Toro. 
L'intervento sabiniano si estese all'intero territorio diocesano e in particolare a due dei principali vici, Canne e Barletta, dove costruì anche una grande chiesa. Anche questo centro portuale, come la vicina Trani, nel frattempo divenuta sede diocesana autonoma, fu certamente favorita nella sua progressiva evoluzione urbana proprio dall'iniziativa vescovile.
La figura di Sabino è emblematica anche per quel che riguarda un aspetto peculiare del ruolo episcopale in età tardoantica e altomedievale, quello del “vescovo manager”, allo stesso tempo proprietario e committente: nella costruzione di numerosi edifici in città e nel territorio il presule canosino non si limitò, infatti, ad esercitare forme di committenza ma curò anche la produzione diretta di materiali edili, tra cui i ben noti mattoni recanti il suo monogramma, oltre a quelli con altri tipi di decorazione (ruota raggiata, margherita a sei petali, ecc.), presenti in tutti i monumenti da lui promossi quasi come firma: sono stati rinvenuti nelle strutture della basilica di San Leucio (da lui ristrutturata), nel battistero di San Giovanni e nel complesso di San Pietro; essi dimostrano, insieme al mattone con il monogramma di Rufino, che verosimilmente esisteva a Canosa una fabbrica di laterizi di proprietà della chiesa che riforniva i numerosi cantieri attivi nella città tra i secoli V e VI e che non si limitava al materiale da costruzione, ma si estendeva molto probabilmente alle ceramiche, alle lucerne, forse ai vetri per uso quotidiano e liturgico.
Non sfugge comunque il significato stesso, sotto il profilo ideologico, della bollatura dei laterizi, nella forma aulica del monogramma, secondo una prassi riservata all'imperatore e alle altissime sfere politico-militari. Sabino si presenta come il promotore di un vero e proprio “artigianato ecclesiastico”, che prevedeva un coinvolgimento, diretto o indiretto, delle strutture ecclesiastiche in tutte le fasi di gestione e controllo del processo produttivo e, forse, anche della circolazione dei manufatti. Non è un caso dunque che nel settore meridionale dell'area di San Pietro, dove era attivo già da età tardorepubblicana un vasto quartiere artigianale, sia molto probabilmente rimasta in funzione, almeno nella fase di costruzione del complesso sacro, una fornace adibita alla cottura di laterizi.

### La fase altomedievale e l'abbandono del complesso episcopale
Le ultime ricerche condotte nell'area dell'atrio sabiniano hanno consentito di chiarire meglio anche alcuni aspetti relativi all'evoluzione del complesso episcopale durante l'altomedioevo.
Nel corso del secolo VII si verificò, probabilmente in seguito ad un evento traumatico ancora non ben precisato, il crollo delle ali porticate dell'atrio e la successiva modificazione del complesso originario.
Sulle murature in rovina fu installata una chiesa che non occupò tutta l'area del monumento ma ne sfruttò solo lo spazio scoperto. L'edificio ecclesiale installato nel cortile presentava tre navate scandite da pilastri quadrati, l'abside ad est era impostata sulla preesistente struttura semicircolare di accesso orientale all'atrio. Si può ipotizzare che nel momento in cui fu costruita la chiesa le due ali porticate dell'atrio continuassero ad essere in uso come ambienti di passaggio, forse privi ormai delle coperture, ma avessero perso la loro funzione originaria di spazio fortemente integrato all'edificio battesimale, assistendo, sebbene in maniera ancora limitata, ad una riqualificazione in senso funerario. 
La nuova chiesa, sviluppandosi dinanzi alla porzione centrale della facciata del battistero, ne venne ad inglobare il nartece che in questa fase assunse la funzione di collegamento diretto fra chiesa e battistero; gli accessi all'edificio di culto non potevano dunque che essere laterali.
Dinanzi alla corda dell'abside fu realizzata una fossa d'altare per reliquie esternamente quadrangolare ed internamente cruciforme. Questa pianta non regolare, con il braccio est-ovest (2,50 m) di dimensioni maggiori rispetto a quello nord-sud (2 m), è stata ottenuta disponendo negli angoli interni della fossa rettangolare grossi blocchi di tufo che formano quattro pilastrini, su cui dovevano impostarsi le colonnette di un altare o di un ciborio. Non è improbabile che l'imboccatura del dispositivo liturgico fosse parzialmente o interamente coperta e che le reliquie potessero essere visibili attraverso una fenestella confessionis.
Un'analisi più dettagliata della conformazione apparentemente non regolare della croce, supportata da confronti con strutture molto simili rinvenute soprattutto nell'area dell'Adriatico orientale, ha consentito una ricostruzione, per quanto ipotetica, dell'impianto.
La simmetria dimensionale non casuale tra i bracci est e ovest, più grandi, e quelli nord e sud, sensibilmente più piccoli, documenta un'accurata partizione interna in base alla quale si può supporre che i bracci più piccoli fossero destinati a contenere le reliquie, probabilmente conservate all'interno di cassette lignee. Sulla base di questa ipotesi la confessio, che per estensione e profondità sembra assumere la configurazione di una camera ipogea, quasi una piccola cripta, poteva raccogliere più reliquiari, disposti sui lati, con uno spazio centrale praticabile. Per quanto riguarda l'accesso alla fossa, non sono disponibili allo stato attuale dati che consentano di ipotizzare la presenza di un vestibolo a gradini o di una probabile apertura che consentisse ai fedeli di entrare in contatto con i resti santi. Sembra tuttavia logico supporre che sia stata adottata una soluzione semplice con un altare aperto, poggiante su quattro colonnette e una spessa lastra calcarea a copertura della cavità.
Lo stretto rapporto che lega l'altare alle reliquie poste solitamente in una struttura sottostante, o immediatamente al di sotto della mensa vera e propria, sembra avere la sua massima diffusione a partire dall'Altomedioevo con i riti di deposizione delle reliquie e di santificazione della chiesa e in particolare dell'altare: già dal secolo VII a Roma si registra la presenza di tombe-altare, ad imitazione del presbiterio di San Pietro.
Probabilmente questa chiesa può essere identificata con quella del Salvatore menzionata dall'anonimo autore della Vita Sabini, erroneamente attribuita dall'agiografo all'iniziativa del vescovo del secolo VI; in realtà essa potrebbe essere ascritta alla fase di rinnovamento edilizio promosso nella stessa Canosa dai nuovi dominatori longobardi, come dimostrano la ristrutturazione della basilica di San Leucio nonché la realizzazione della nuova cattedrale nell'area in cui sorge ancora attualmente. La dedicazione al Salvatore è per altro ben attestata in ambito longobardo; si pensi al vicino caso del San Salvatore di Monte Sant'Angelo, nonché ai numerosi esempi di ambito campano quali le cappelle palatine di Benevento e Salerno ed il San Salvatore ad curtem di Capua.
Interessante risulta segnalare come una recente analisi delle strutture architettoniche dell'attuale cattedrale di Canosa ha consentito di individuare nelle murature stratigraficamente più antiche della navata centrale, del cleristorio, dell'abside, della testata del transetto meridionale e delle cupole una fase costruttiva caratterizzata da una tessitura muraria abbastanza omogenea in opus vittatum mixtum, che alterna filari di tufelli e laterizi. Tale soluzione costruttiva è attestata anche nel complesso cimiteriale di Ponte della Lama in contesti di secoli V-VI, sia all'interno delle catacombe, sia nell'area subdiale e trova confronti con alcune murature sia del complesso residenziale, sia dell'edificio liturgico di San Pietro, la cui facciata è stata riconosciuta in un crollo strutturato che non solo presentava le medesime caratteristiche della murature utilizzate nella cattedrale ma conservava anche alcuni mattoni con il bollo di Sabino ed una moneta di Giustiniano. Ulteriori parallelismi si possono stabilire con gli alzati del battistero di San Giovanni. Quindi non si può escludere per il nucleo più antico di Santi Giovanni e Paolo/San Sabino una collocazione cronologica proprio in età sabiniana, sia per la stretta affinità delle tecniche murarie con gli edifici per i quali l'intervento del presule canosino è stato dimostrato con relativa certezza, sia per la particolare icnografia che rimanda a modelli cruciformi con copertura a cupola molto diffusi durante il regno di Giustiniano. A tali considerazioni si deve aggiungere la segnalazione di un rivestimento per la copertura della parte del tetto tra la cupola centrale e quella settentrionale costituito da 73 mattoni recanti il monogramma del vescovo Sabino in giacitura primaria e la presenza di simili mattoni, seppur rinvenuti in contesti stratigraficamente non affidabili, nell'area dell'antica facciata, della cupola centrale e del transetto meridionale ed i frammenti di scultura, oggi conservati nel cortile del Mausoleo di Boemondo, datati dalla Bertelli al secolo VI.
La grave crisi che colpì Canosa sul finire del secolo VI aveva comportato da una parte un ridimensionamento della città, verosimilmente ormai ridotta all'area della cattedrale medievale e alla zona alta, e dall'altra l'azione di valorizzazione da parte dei dominatori longobardi del settore gravitante tra il battistero e la cattedrale di nuova costruzione, con il conseguente abbandono del complesso episcopale di piano di San Giovanni, ormai decentralizzato.
Nello stesso periodo è coerentemente attestato l'utilizzo a scopo sepolcrale anche della chiesa di Santa Maria. L'uso sepolcrale di alcuni settori, per quanto non incompatibile con lo svolgimento della vita liturgica, sembrerebbe sancire l'avvio di una fase involutiva della fabbrica, culminata evidentemente di lì a poco nel trasferimento della sede episcopale nel luogo dell'attuale cattedrale, con la nuova intitolazione ai Santi Giovanni e Paolo, promossa dal vescovo Pietro nel secolo IX.
La perdita del rango episcopale non dovette implicare necessariamente l'abbandono della chiesa di Santa Maria che potrebbe essere sopravvissuta, sebbene declassata, ancora per qualche tempo, sia pure nel quadro di un generale declino del complesso. A questo stesso periodo può essere attribuita l'involuzione anche dell'altra installazione ecclesiale: la basilica del Salvatore sembra subire, probabilmente in seguito ad un collasso strutturale, un sensibile ridimensionamento. Due strutture parallele, lunghe 11 m, addossate al muro di fondo, in corrispondenza dell'apertura del giro absidale, vennero a delimitare lo spazio di una piccola aula mononave, avente come punto focale la fossa d'altare cruciforme.
Infine l'area della chiesa di Santa Maria, dopo un crollo, per lo meno parziale dei suoi elevati, fu occupata, probabilmente tra i secoli XI e XII, con finalità residenziali da alcune unità abitative che vennero ad insediarsi in particolare nell'area del portico e nel settore settentrionale dell'aula di culto.
Non è da escludere che il battistero abbia continuato ad esercitare ancora in età altomedievale un ruolo rilevante quale punto di riferimento e polo di attrazione per la comunità. In tale contesto, nella ricerca di elementi che possano fornire dati sulla storia dell'edificio, è infine interessante segnalare la recente datazione di alcuni frammenti scultorei rinvenuti all'interno del battistero da parte di G. Bertelli alla metà del secolo VIII. L'edificio battesimale, forse unica struttura ancora in piedi, non perse d'altra parte una pur ridimensionata funzione liturgica almeno fino all'età bassomedievale: alla visita del mons. Baronio del 1598 l'edificio appariva in rovina ma ancora dotato di colonne e di altari. Nel 1764 la chiesa di San Cianno, in completo abbandono, è utilizzata come cava per il recupero di marmi e spezzoni di colonne, come si evince dagli atti del processo contro il principe Capece Minutolo.

San Salvatore-Santa Maria: cattedrale doppia?
Sarebbe suggestivo identificare la chiesa messa in luce nell'atrio sabiniano con quella di San Salvatore nota dalla Vita Sabini, tuttavia tale supposizione, basata su un'unica fonte, impone cautela e deve ancora trovare una conferma definitiva.
Tuttavia si può affermare che almeno per un certo periodo la chiesa di Santa Maria e quella fondata nel secolo VII abbiano convissuto, venendo così a costituire uno di quei complessi noti come cattedrali doppie o ecclesiae geminatae.

### Santa Maria-San Salvatore
Come già accennato, dinanzi all'altare della chiesa altomedioevale messa in luce nell'atrio antistante il battistero di San Giovanni è stata rinvenuta una fossa cruciforme per reliquie, per cui si rintracciano i confronti più stringenti nell'area dell'Adriatico orientale, in particolare nella forma cruciforme delle strutture di Sepen, sull'isola di Krk, di Stari Grad sull'isola di Hvar e della basilica A di Bylis. I dati più interessanti di raffronto, sulla base dei quali è stato possibile fornire lo schema ricostruttivo del reliquiario canosino, provengono dalle confessioni a croce individuate nelle basiliche dalmate di Povlja, Lovrecˇina sull'isola di Bracˇ e Mirine, sull'isola di Krk. Questi dispositivi, provvisti di un accesso nella maggior parte dei casi a scalini e di dimensioni considerevoli (in media m 1,50 x 1,80), quasi sempre completati da un altare classico con quattro colonnine di supporto, per i quali P. Chevalier conferma una mediazione diretta esercitata da Costantinopoli, sono datati nel corso del secolo VI e oltre, anche sulla base della contemporanea diffusione delle vasche battesimali cruciformi.
Anche per il modello della cattedrale doppia si possono trovare confronti nella stessa area dell'Adriatico orientale, confronti che già stati proposti per la vicina cattedrale doppia di San Giusto all'epoca della sua scoperta. Afferma infatti Volpe che le indagini archeologiche per il sito di San Giusto “(…) hanno potuto rilevare numerosi elementi di appartenenza ad una vera e propria coiné adriatica, dal tipo della basilica doppia ai mosaici geometrici, dalla documentazione epigrafica a quella numismatica, dalla decorazione architettonica ai manufatti ceramici”.
In età tardoantica i collegamenti transadriatici avvenivano con frequenza; ne ritroviamo traccia nella documentazione presente nell’Itinerarium Maritimum. Attraverso questa fonte siamo informati sulle rotte tra Siponto e Salona o per quel che concerne la parte meridionale della regione, tra i porti di Brindisi e Otranto e quelli di Valona e Durazzo. La componente “adriatica” incide profondamente nelle caratteristiche del territorio apulo influenzandone la cultura materiale, le modalità d'insediamento e, più in generale, la vita economica, sociale e culturale. In questo contesto dunque potrebbe inserirsi anche il complesso episcopale di Canosa, spingendo a “guardare verso est”, direzione verso la quale già indirizzano i confronti per la fossa d'altare. Inoltre nei mosaici della chiesa di Santa Maria, sia quelli più antichi del braccio porticato, sia quelli attribuibili al rifacimento sabiniano, si riscontrano formule ampiamente note ed attestate tra i secoli IV e VI in area adriatica: si potrebbe anche ipotizzare un reciproco scambio di maestranze che si occupavano della realizzazione dei mosaici. Dunque potrebbe essere significativo fare una rassegna degli esempi di cattedrale doppia in area adriatica, senza però addentrarci in uno studio comparativo che andrebbe trattato adeguatamente in un'altra sede.
A Salona tra i secoli IV e V è già presente una chiesa doppia, molto vicina a quella di San Giusto. Si tratta di due edifici, dalle dimensioni pressoché identiche, collegati da un nartece unico che termina a nord dov'è presente il battistero. A San Giusto accade più o meno la stessa cosa sul piano icnografico, eccetto per la struttura del battistero che nel complesso apulo è a pianta circolare all'esterno ed ottagonale all'interno; a Salona invece è esattamente il contrario. Un ulteriore elemento accomunante è la presenza del synthronon nella chiesa settentrionale di Salona, riscontrato anche nella chiesa B di San Giusto.
Per quanto riguarda le corrispondenze liturgico - funzionali si può dire ben poco. Nelle due basiliche pugliesi è netta la distinzione tra la chiesa della sinassi quotidiana e la chiesa B che invece ha chiara funzione cimiteriale. Per Salona il discorso si complica; le numerose ristrutturazioni che modificano l'assetto dei due edifici sacri si prolungano sino alla prima metà del secolo V, determinando una nuova configurazione della chiesa meridionale reimpostata su pianta cruciforme.
Un complesso dalle dimensioni imponenti come quello di Salona non stupisce se si considera l'importanza di questo centro urbano della Dalmazia, dal punto di vista sia religioso sia politico, durante il periodo tardoantico. Stupisce invece il gran numero di chiese doppie scoperte in siti rurali (Sodini ha valutato una percentuale del 41% sul totale degli esempi noti). È quindi abbastanza logico pensare che la duplicità degli edifici non fosse una particolarità ma più che altro, come già affermato da Hubert, una consuetudine le cui motivazioni possono essere le più disparate, dalla semplice necessità di disporre di spazi più ampi per la liturgia sino alla destinazione di una delle due chiese all'uso cimiteriale, devozionale, martiriale o altro.
Nel caso di Srima la formazione del complesso doppio avviene per duplicazione dell'edificio originario. La realizzazione finale di questo complesso è databile al VII secolo, secondo le interpretazioni di Chevalier, quindi in un periodo contemporaneo a quello del completamento del complesso episcopale canosino. La chiesa meridionale a Srima ha quasi certamente una destinazione funeraria come fanno supporre alcune sepolture rinvenute all'interno del suo vestibolo. Un nartece collegava le strutture, evidenziando così l'interdipendenza delle due chiese.
Come Srima anche Mogorjelo era ed è una località molto piccola, attualmente nel territorio della Croazia. Per Mogorjelo abbiamo però una storia molto più complessa: il sito dove sono state individuate le strutture paleocristiane era precedentemente occupato da un castrum romano, poi andato in rovina forse per mano dei Visigoti. I due edifici sono disposti parallelamente ma non sono comunicanti; ognuno di essi presenta un vestibolo indipendente. Ancora una volta le esigenze cultuali di una comunità ristretta come quella di Mogorjelo nel secolo IV coincidono con la volontà di realizzare una chiesa doppia.
Anche a Vranje si realizza una chiesa doppia: le difficoltà morfologiche del territorio non scoraggiarono la comunità di questo abitato dell'attuale Slovenia che pur di fornirsi di una siffatta struttura, decise di costruire i due edifici su altrettanti terrazzamenti; il sito infatti è posto sul pendio di una collina. Una rampa che permetteva il passaggio fra i due livelli.
A Nesazio in Istria l'impianto, datato alla seconda metà del V secolo, richiama parecchio quello del complesso di San Giusto: due chiese parallele collegate da un nartece che portava anche agli ambienti del battistero. I due edifici comunicano anche attraverso una serie di annessi e locali intermedi le cui funzioni non sono state ancora del tutto accertate.
Nella chiesa doppia di Caričin Grad, città della Serbia, forse l'antica Iustiniana Prima, i due edifici paralleli (molto probabilmente già preesistenti) sono collegati da un nartece e da accessi interni in seguito obliterati dalla sistemazioni di alcuni banchi. Allo stato attuale delle ricerche non solo risultano assenti ambienti e locali annessi ma anche il locale che avrebbe funzionato da battistero. Un siffatto complesso molto semplice nella sua struttura, privo peraltro di un luogo fondamentale come quello preposto al rito del battesimo, può essere riconducibile ad una costruzione precedente il cui utilizzo è stato in seguito dirottato dalle esigenze della nuova religione dominante. È risaputo che le comunità cristiane non sceglievano in modo arbitrario il sito sul quale far nascere i loro luoghi di culto ma andavano ad operare materialmente e culturalmente su siti che già possedevano una certa valenza sociale e religiosa.
Ad Heraclea Lyncestis, centro episcopale lungo la via Egnatia, c'è un importante complesso basilicale doppio: le due chiese, disposte in modo assiale con orientamento est-ovest, sono rinomate soprattutto per le straordinarie decorazioni musive che impreziosiscono i due edifici di culto.